# آیندهوون
آیندهوون، (به هلندی: Eindhoven، اَیندهوفِن) شهری زیبا، مدرن و صنعتی است در استان برابانت شمالی در جنوب شرقی هلند که محل تولد کارخانه‌های فیلیپس محسوب می‌شود. مجسمهٔ آن نیز در شهر ساخته شده. تیم باشگاهیِ فوتبال پی اس وی آیندهوون باشگاه این شهر است.

## جمعیت
جمعیت شهر بالغ بر ۲۱۸٬۴۳۳ نفر است که ۳۰ درصد آنان غیرهلندی‌اند؛ و در کل، ۱۷٫۵ درصد از آسیا و آمریکای جنوبی، ۱۱ درصد از غرب اروپا، و ۲ درصد از اروپای شرقی‌اند. تراکم جمعیت آیندهوفن ۴۰۷ نفر در هر کیلومتر مربع است.
در سال ۲۰۰۳ اعلام شد که ۶۵ درصد مردم آیندهوون کاتولیک‌اند.

## مراکز آموزشی
- دانشگاه فنی آیندهوون